# Estadio S.M. Kirov
El estadio S.M. Kirov (del ruso: Стадион имени С. М. Кирова) fue un estadio multiusos en la ciudad de San Petersburgo, Rusia. El estadio fue inaugurado el 30 de julio de 1950 y recibió su nombre del político Serguéi Kírov. Fue utilizado, principalmente, para la práctica del fútbol y el Zenit San Petersburgo lo utilizó para disputar sus partidos como local,
En el sitio del estadio Kirov comenzó la construcción de un nuevo estadio en 2007, el Gazprom Arena, propiedad del Zenit y que fue una de las sedes de los partidos de la Copa del Mundo de 2018. La apertura del nuevo estadio estuvo programada para el julio de 2016 y el costo de la construcción fue de más de 35 mil millones de rublos. Es la primera vez que el Zenit vuelve al sitio de su estadio original desde 1992.

## Historia
La construcción del estadio se inició en 1932, pero la construcción se vio interrumpida en 1944 por el Sitio de Leningrado. Se reinició en 1945, con el regreso del Ejército Rojo y los trabajadores de la Segunda Guerra Mundial a la ciudad de Leningrado. Fue inaugurado el 30 de julio de 1950 con el encuentro entre el Zenit de Leningrado y el Dinamo de Leningrado.
Para el partido entre el FC Zenit y el CSKA de Moscú, el 14 de julio de 1951 el estadio batió el récord de asistencia a un partido de fútbol en toda la Unión Soviética con unos 110 000 espectadores, de los cuales 16 000 estaban de pie. En 1994 el FC Zenit cambio de sede al Estadio Petrovsky. En 2005 se aprobó la demolición del estadio para dar paso al Estadio Zenit.
El estadio fue finalmente demolido en septiembre de 2006. El último partido disputado en este recinto enfrentó al FC Petrotrest contra el Spartak Shelkovo, con victoria de los primeros por 3-0.